# Игнатов, Александр Михайлович
Александр Михайлович Игнатов (3 декабря 1901, д. Рыбино, Калужская губерния,  Российская империя —  17 июля 1956, Москва,  СССР) — советский военачальник, генерал-майор (17.01.1944).

## Биография
Родился 3 декабря 1901 года в деревне Рыбино, ныне д. Старорыбино сельского поселения «Село Ильинское» Малоярославецкого района Калужской области. Русский.

### Военная служба

#### Гражданская война
1 июня 1920 года был призван в РККА и направлен в 1-й запасной стрелковый полк. В том же месяце переведён в 4-й отдельный запасной пулемётный батальон и зачислен в школу младшего комсостава. В ноябре убыл на учёбу в город Вольск на 2-е Вольские пулемётные командные курсы. В январе 1921 года в составе команды курсантов направлен в года Самара на формирование 71-х пехотных подготовительных курсов. 1 августа 1921 года окончил их и был переведён в г. Вольск на 111-е пехотные курсы (курс специальных пулемётных команд). В боевых действиях не участвовал.

#### Межвоенные годы
С марта 1922 года, по окончании Вольских курсов, проходил службу в 143-м стрелковом полку 48-й стрелковой дивизии МВО в городе Рыбинск помощник командира взвода, командиром взвода и помощником командира роты. С октября 1924 года по август 1925 года находился на учёбе в Московской пехотной школе, затем вернулся в полк и продолжил службу помощником командира стрелковой роты, командиром пулемётной роты, помощником начальника штаба полка. С ноября 1932 года исполнял должность помощника начальника 1-й части штаба 48-й стрелковой дивизии. С августа 1933 года был начальником штаба, а с марта 1937 года — заместителем командира по строевой части 144-го стрелкового полка в городе Вышний Волочёк. С 3 октября 1937 года по 16 августа 1938 года находился в правительственной командировке, за что был награждён орденом Красного Знамени. После возвращения в СССР был назначен начальником штаба 48-й стрелковой дивизии, входившей в состав 2-го стрелкового корпуса Калининского ВО. С февраля 1940	года исполнял должность начальника Великолукских КУНС запаса, с января 1941	года — начальника штаба 6-й стрелковой дивизии ЗапОВО.

#### Великая Отечественная война
В начале  войны 6-я стрелковая дивизия в составе 28-го стрелкового корпуса 4-й армии одной из первых приняла на себя удар передовых частей войск противника под Брестом. Её части подверглись массированным ударам авиации и артиллерии противника и не смогли занять предназначенные им по плану районы обороны. Лишь незначительная часть дивизии вместе с пограничниками, опираясь на укрепления Брестской крепости, смогли оказать сопротивление наступавшим 45-й и части сил 31-й пехотных дивизий врага. Командованием и штабом дивизии принимались меры по сбору остатков дивизии, приведению их в боевую готовность и организации отпора врагу. 23 июня удалось собрать три боеспособные группы, которые использовались для занятия обороны в 4 км севернее Бреста. Таким образом, 6-я стрелковая дивизия уже в первые дни войны, понеся огромные потери в личном составе, материальной части и артиллерии, перестала существовать как боеспособное организованное соединение. После выхода из окружения с 1 по 12 июля она находилась на переформировании в районе Краснополье (Витебской обл.). Из её остатков был сформирован сводный отряд (до усиленного стрелкового полка), который воевал в составе 4-го воздушно-десантного корпуса. С августа дивизия вела боевые действия в составе 45-го стрелкового корпуса 13-й армии Брянского фронта, вела тяжёлые оборонительные бои в районе города Кричев на реке Сож. В октябре части дивизии участвовали в Орловско-Брянской оборонительной операции, вели боевые действия в окружении. Под натиском превосходящих сил противника части дивизии с боями отходили в направлении города Ливны, затем заняли оборону на реке Сосна в районе нас. пунктов Новая Деревня и Новый Тим (Орловская обл.). В декабре они перешли в наступление, продвинулись с боями к р. Воронеж, где закрепились и вели упорные бои по удержанию захваченных позиций и расширению плацдарма на правом берегу реки. В период зимнего наступления 1942 года она участвовала в освобождении города Балаклея.
С февраля полковник  Игнатов состоял в распоряжении ГУК НКО, затем в марте был назначен командиром 64-й стрелковой дивизии, формировавшейся в городе Серпухов Московской области. До июня она входила в состав МВО, затем была включена в 8-ю резервную армию (с 27.08.1942 г. -  66-я армия). 16 августа дивизия из села Линево Сталинградской области направилась на фронт и с марша вступила в бой. В конце августа распоряжением штаба Сталинградского фронта её части заняли оборону в районе населённого пункта Спартак, северная окраина Пичуга с задачей не допустить передвижение противника на север вдоль правого берега реки Волга. В упорных и кровопролитных боях она понесла большие потери, однако остановила продвижение врага. В течение последующих 4,5 месяца её части в составе 66-й армии Донского фронта беспрерывно вели активные боевые действия. С ноября дивизия участвовала в окружении и разгроме войск противника под Сталинградом. К концу месяца она закрепилась на рубеже ж. д. северо-восточнее села Орловка, где сражалась до января 1943 года, после чего была выведена в резерв 66-й армии. С 20 января части дивизии вели активные боевые действия по уничтожению окружённой в Сталинграде группировки противника. Всего в боях под Сталинградом ими было подбито и уничтожено 68 танков противника, четыре бронемашины, 23 автомашины, 46 орудий и миномётов, 125 станковых пулемётов, убито и ранено свыше 2500 немецких солдат и офицеров, огнём стрелкового оружия сбито четыре немецких самолёта. В 1942 году Игнатов вступил в ВКП(б). С 27 января по 3 февраля 1943 года дивизия была переброшена в район Сухиничи Смоленской области, где включена в 16-ю армию и вела бои на правом берегу реки Жиздра. С конца апреля она входила в состав 50-й армии. 
С июня 1943 года по апрель 1944 года Игнатов находился на учёбе в Высшей военной академии им. К. Е. Ворошилова, затем был назначен командиром 20-й запасной стрелковой бригады КВО и в этой должности находился до конца войны.

Могила Игнатова на Даниловском кладбище Москвы.

#### Послевоенное время
После войны генерал-майор  Игнатов с января 1946 года — на преподавательской работе в Высшей военной академии им. К. Е. Ворошилова, исполнял должности старшего преподавателя, а с апреля 1949 года — заместитель начальника кафедры тактики высших соединений.
Проживал и служил в Москве, где и скончался 17 июля 1956 года. Похоронен на Даниловском кладбище.

## Награды
- орден Ленина (06.11.1945)[5][6]
- четыре ордена Красного Знамени (14.11.1938[3], 14.02.1943[7], 03.11.1944[8][6], 15.11.1950[6])
- орден Красной Звезды (14.02.1943)[9]
  - медали в том числе:
  - «За оборону Сталинграда»
  - «За победу над Германией в Великой Отечественной войне 1941—1945 гг.»